# Corticaria thea
Corticaria thea is een keversoort uit de familie schimmelkevers (Latridiidae). De wetenschappelijke naam van de soort werd in 1894 gepubliceerd door Edmund Reitter.